# Eccoptosage quadridentata
Eccoptosage quadridentata là một loài tò vò trong họ Ichneumonidae.